# Solymosi-Tari Emőke
Solymosi-Tari Emőke (Budapest, 1961. december 9. – ) Széchenyi-díjas magyar zenetörténész, zenepedagógus, zenei szakújságíró.

## Élete
Budapesten született; édesapja magyartanárként, majd könyvtárvezetőként dolgozott, édesanyja gyógyszertári szakasszisztens volt. Kőbányán járt ének-zene tagozatos általános iskolába, harmadik osztályos korától tanult zongorázni a kerületi zeneiskolában, ahol Stojanovits Katalin készítette fel a zeneművészeti szakközépiskolai felvételire. 1980-ban a Bartók Béla Zeneművészeti Szakközépiskola zongora szakán érettségizett, majd felvételt nyert a Liszt Ferenc Zeneművészeti Főiskola Budapesti Tanárképző Intézetébe, zongora szakra, ahol Tusa Erzsébet, majd Hambalkó Edit tanítványa volt, illetve Földes Imrétől tanult zenetörténetet. 1982-ben francia kormányösztöndíjjal kijutott a Párizshoz közeli Saint-Germain-en-Laye-be, ahol Yvonne Lefébure egy hónapos zongora mesterkurzusán vehetett részt.
Földes hatására határozta el, hogy zenetörténettel kíván foglalkozni és tanulmányait a Zeneakadémia zenetudományi szakán folytatja. Hetven oldalas felvételi dolgozatát Debussy Pelléas et Mélisande című operájáról írta. 1989-ben kitüntetéses zeneirodalom-ismeret tanári diplomát szerzett, amit később, 2002-ben kiváló minősítésű muzikológusi diplomával egészített ki, ennek megszerzése érdekében Lajtha László vígoperájáról, A kék kalapról írt szakdolgozatot.
Egyik tanára, Kroó György ajánlásával kezdett 1987-ben zenekritikákat írni az Esti Hírlap számára, majd négy év ott töltött időszak után négy évig a Népszabadságnak dolgozott, elsősorban interjúkat készítve ismert zenészekkel. 1995-ben, Záborszky Kálmán meghívására kezdett zeneirodalmat tanítani a Szent István Király Zeneművészeti Szakközépiskolában, ekkor a napilapos munkát abbahagyta, de szakfolyóiratoknak később is írt cikkeket.
2001-ben került tanárnak a Zeneakadémiára – először a tanárképző intézetbe, majd az egyetemre –, a már nyugdíjba készülő Földes Imre hívására és fokozatosan átvette elődje csoportjait. 2004-ben főiskolai adjunktusnak nevezték ki, 2013-ban pedig – Lajtha László színpadi műveiről írott disszertációjával – megszerezte a doktori fokozatot és egyetemi adjunktusnak nevezték ki. Az egyetemi docensi címet 2021-ben kapta meg.
Elsődleges hivatásának tekinti a tanítást, arra törekszik, hogy zenetörténeti előadásaival életre szóló élményt nyújtson diákjainak, és a szakmai ismeretek átadása mellett emberileg is gazdagítsa őket. 
2014 júniusától ő vezeti a Magyar Művészeti Akadémia művészetelméleti tagozatát. Több más közéleti funkciót is betölt, például elnökségi tagja a Magyar Zenei Tanácsnak. 2002-ben Lajtha László-díjat, 2005-ben Zugló Közművelődéséért Díjat, 2012-ben Szabolcsi Bence-díjat kapott, 2022-ben Kőbánya legrangosabb díját, a Szent László-díjat is átvehette. 2013-ban állami kitüntetésben is részesült: elnyerte a Magyar Érdemrend lovagkeresztjének polgári fokozatát; 2023-ban pedig megkapta a Széchenyi-díjat.